# .eh
A .eh Nyugat-Szahara internetes legfelső szintű tartomány kódjának van fenntartva, de míg Marokkó katonai megszállás alatt tartja az országot, ez a végződés nincs használatban.
A rövidítés a mostani ország elődje, Spanyol Szahara egyik tartományának, Saguia el-Hamrának nevéből származik.

## Külső lapok
- IANA .eh kikicsoda Archiválva 2007. október 20-i dátummal a Wayback Machine-ben